# Roberto Leydi
Roberto Leydi est un musicologue italien, spécialiste en ethnomusicologie, né le 21 février 1928 à Ivrée et mort le 15 février 2003 à Milan. 

## Biographie
Roberto Leydi commence par se consacrer à la musique contemporaine et au jazz. À partir du milieu des années cinquante, il concentre ses recherches sur la musique populaire et l'histoire sociale. Depuis 1973, il est docteur en ethnomusicologie de l'Université de Bologne, à partir de laquelle il peut coordonner de nombreuses recherches sur les traditions musicales de toutes les régions de l'Italie. Pendant sa carrière, il publie de nombreux essais, dont Les chants populaires italiens, paru en 1973, et L'autre musique, paru en 1991. Il lance d'importantes initiatives éditoriales, comme la publication de la collection de disques Albatros, la fondation de l'Institut Ernesto De Martino, qui a organisé de nombreux événements et spectacles de musique populaire (Milanin, Milanon, Bella Ciao, Sentite buona gente,...), ainsi que l'activité du Nouveau Chant Italien et le développement de la renaissance de la musique folk en Italie. De 1979 à 1982, il est membre du comité de rédaction de la revue Laboratoire musical, dirigée par Luigi Nono.
Leydi a un rôle décisif dans les recherches sur la musique populaire italienne et la documentation sur les cultures paysannes italiennes au lendemain de la Révolution industrielle. Sa contribution prend place dans les études d'histoire contemporaine et sociale et est une recherche constante de sources alternatives aux sources officielles pour la reconnaissance historique du rôle de la musique populaire. Il s'agissait à tous égards de suivre les étapes tracées — entre autres — par Danilo Montaldi, avec son Militanci politici di base, et de nombreux autres historiens, parmi lesquels il convient de rappeler le rôle de Gianni Bosio et de Cesare Bermani. Pour Roberto Leydi, il était clair que la documentation sur la tradition populaire ne pouvait pas se limiter à son seul caractère marginal, de protestation ou d'engagement social. Ni Montaldi ni Leydi ne partageait l'opinion, très répandue dans les années soixante et soixante-dix, selon laquelle les cultures populaire et paysanne étaient en soi alternatives.
Organisateur infatigable, doté d'une curiosité insatiable et d'une capacité sans égal à dépasser l'apparence des choses pour en trouver l'aspect ironique et surréaliste, Roberto Leydi a dirigé le destin de la musique populaire italienne en associant notamment son nom aux recherches sur la région de la Lombardie, ainsi qu'à un groupe important de chercheurs sur la musique populaire qui lui ont apporté un grand soutien et de nombreuses indications.
Quelques mois avant sa mort, il a fait don de ses archives privées (6000 disques, 10 000 livres, 1 400 bandes magnétiques, 700 instruments de musique) au Centre de dialectologie et d'ethnographie de Bellinzone, en Suisse.

## Publications
- L'altra musica : etnomusicologia, (L'autre musique, ethnomusicologie), Lucques, 2008 (OCLC 779502935).
- L'influence turque ottomane sur la musique des Balkans, avec Nico Staiti et Nicola Scaldaferri, Udine, 2004.
- Les instruments de musique et l'ethnographie italienne (1881-1911), avec Febo Guizzi, Lucques, 1996.
- L'autre musique, Giunti Ricordi, 1991.
- Les chants populaires italiens, Mondadori, 1973.
- Musique populaire et musique primitive, guide bref de la connaissance des styles musicaux spontanés, éditions ERI, RAI, Turin, 1959.